# Warren Granados
Warren Alberto Granados Quesada (San Ramón, 6 de diciembre de 1981) es un exfutbolista costarricense que se desempeñó como mediocampista.

## Selección nacional

### Partidos
Ha disputado un total de 7 partidos con la selección costarricense, de los cuales ha ganado tres, empató dos y perdió dos.
| Partidos | Partidos          | Partidos  | Partidos            | Partidos                  | Partidos      | Partidos | Partidos                | Partidos       | Partidos |
| N°       | Rival             | Resultado | Fecha               | Lugar                     | Competencia   | Goles    | Cambio                  | DT             |          |
| -------- | ----------------- | --------- | ------------------- | ------------------------- | ------------- | -------- | ----------------------- | -------------- | -------- |
| 1        | Venezuela         | 1:1 (1:0) | 13 de mayo de 2009  | San Cristóbal Venezuela   | Amistoso      | 28'      | 84' por Kevin Sancho    | Rodrigo Kenton |          |
| 2        | Trinidad y Tobago | 2:3 (1:1) | 7 de junio de 2009  | Bacolet Trinidad y Tobago | Eliminatoria  | -        | 84' por Esteban Sirias  | Rodrigo Kenton |          |
| 3        | El Salvador       | 1:2 (0:1) | 4 de julio de 2009  | Carson Estados Unidos     | Copa Oro 2009 | 65'      | 55' por Froylán Ledezma | Rodrigo Kenton |          |
| 4        | Jamaica           | 0:1 (0:0) | 8 de julio de 2009  | Columbus Estados Unidos   | Copa Oro 2009 | -        | 53' por Froylán Ledezma | Rodrigo Kenton |          |
| 5        | Canadá            | 2:2 (2:2) | 11 de julio de 2009 | Miami Estados Unidos      | Copa Oro 2009 | -        | 38' por Armando Alonso  | Rodrigo Kenton |          |
| 6        | México            | 0:0 (0:0) | 24 de julio de 2009 | Chicago Estados Unidos    | Copa Oro 2009 | -        | 90' por Andy Herron     | Rodrigo Kenton |          |

### Goles con la selección mayor
| Gol | Fecha              | Sede                                                    | Oponente    | Marcador | Resultado | Competencia   |
| --- | ------------------ | ------------------------------------------------------- | ----------- | -------- | --------- | ------------- |
| 1.  | 19 de mayo de 2009 | Polideportivo de Pueblo Nuevo, San Cristóbal, Venezuela | Venezuela   | 1 - 1    | 1 – 1     | Amistoso      |
| 2.  | 3 de julio de 2009 | StubHub Center, Carson, Estados Unidos                  | El Salvador | 1 - 1    | 1 – 2     | Copa Oro 2009 |

## Clubes
| Club                     | País       | Año         |
| ------------------------ | ---------- | ----------- |
| Ramonense                | Costa Rica | 1998 - 2001 |
| Alajuelense              | Costa Rica | 2002 - 2004 |
| Puntarenas FC (Préstamo) | Costa Rica | 2004        |
| Cartaginés (Préstamo)    | Costa Rica | 2005        |
| Ramonense                | Costa Rica | 2005 - 2012 |